# La Cure Sylvester SC
Der La Cure Sylvester Sporting Club ist ein mauritischer Fußballverein aus der Stadt Port Louis. Aktuell spielt der Verein in der dritten Liga.

## Geschichte
Der Verein wurde 2010 gegründet. 2012/13 wurde der Verein Meister der dritten Liga und stieg in die zweite Liga auf. Ein Jahr später stieg der Verein in die erste Liga auf. 2023 stieg man wieder in die zweite Liga ab. Hier belegte man den zehnten Platz und stieg somit in die dritte Liga ab.

## Stadion
Seine Heimspiele trägt der Verein im St. François Xavier Stadium in Port Louis aus. Das Stadion hat ein Fassungsvermögen von 2500 Personen.

## Erfolge
- Mauritischer Drittligameister: 2012/13
- Mauritian Republic Cup: 2014/15